# 淀川貨物線
淀川貨物線（よどがわかもつせん）は、かつて大阪府吹田市の吹田駅、大阪市都島区の京橋駅および大阪市鶴見区の放出駅から大阪市都島区の淀川駅・初代淀川電車区に至る貨物線の通称であり、正式には片町線の貨物支線であった。放出駅 - 鴫野駅間、巽信号場 - 吹田駅間は現存区間と重複する。

## 概要
城東線（現在の大阪環状線天王寺駅 - 大阪駅間）の高架化および電化により、同線の天満駅・桜ノ宮駅の貨物取り扱いを集約する施設として淀川駅とを結ぶ貨物線として京橋駅・放出駅 - 淀川駅が開業した。その後、吹田操車場（現在の吹田貨物ターミナル駅）からの貨物線も完成し、巽信号場はデルタ線を構成する信号場になった。
淀川駅に隣接して淀川電車区が開設されたが貨物の取扱量が減り、梅田駅などで代替できることから1982年に淀川貨物線としては廃止されたが、淀川電車区の入出区線として同電車区が移転する1985年まで線路が残されていた。

## 沿線概況
巽信号場付近から淀川駅方面へは雑居ビルの合間を抜けていたが、廃線後は公園や遊歩道として整備されており、京街道との交差付近には「淀川連絡線跡遊歩道」のモニュメントも設置されている。大阪環状線京橋駅からの分岐点は保線車両用の引き込み線として残っており、淀川電車区へ通じていた名残をとどめている。
初代淀川電車区のあった当時、大阪環状線と片町線は淀川電車区を介して線路が繋がっていたが、同電車区廃止後は直接線路は繋がらず、両線の間の車両移動は城東貨物線と東海道本線を介して迂回しなければならなくなった。貨物列車がディーゼル機関車牽引の城東貨物線が北部だけ電化されているのは、この淀川電車区に出入りするためであった。特に1985年3月14日から1989年3月まで、片町線はほかの電化路線と直接接続しておらず、城東貨物線を経由しなければ車両工場へ電車を回送することができなかった（1989年3月に片町線全線電化で木津で関西本線と繋がった後も車両工場への電車回送などは専ら城東貨物線経由で行われた）。

## 歴史
- 1898年（明治31年）11月18日：関西鉄道により放出駅 - 網島駅間が開業。
- 1901年（明治34年）12月21日：網島駅 - 桜ノ宮駅間（桜ノ宮線）が開業。
- 1913年（大正2年）11月15日：放出駅 - 桜ノ宮駅間が廃止。城東線桜ノ宮駅 - 京橋駅間に中野連絡所（のちに中野信号場に改称）を設置、旧桜ノ宮線に合流して放出駅に至る貨物線が開通。
- 1927年（昭和2年）12月10日：淀川駅が開業。
  - これに伴う線路変更で中野信号場から放出駅に至る貨物線が途中まで撤去され、代わり淀川駅（貨物）から放出駅および京橋駅に至る貨物線が開通。
- 1929年（昭和4年）3月15日：吹田駅 - 淀川駅間が開通。淀川駅 - 放出駅間との分岐点に巽信号場が開設。
- 1931年（昭和6年）8月10日：巽信号場に、吹田駅 - 放出駅間を結ぶ連絡線を設置し城東貨物線が開通。
- 1932年（昭和7年）10月20日：淀川車庫が開設。
- 1936年（昭和11年）9月1日：淀川車庫が淀川電車区に改称。
- 1943年（昭和18年）10月1日：城東貨物線 吹田駅 - 巽信号場間に都島信号場が開設。
- 1961年（昭和36年）4月25日：京橋駅 - 淀川駅間が廃止（淀川電車区への入出区線としては存続）。
- 1982年（昭和57年）11月15日：淀川貨物線としての放出駅 - 淀川駅間、淀川駅 - 吹田駅間が廃止（淀川電車区への出入区線としては存続）。淀川駅が廃止されて淀川信号場になる[1]。
- 1984年（昭和59年）2月10日：都島信号場が廃止[2]。
- 1985年（昭和60年）3月14日：淀川電車区が移転。巽信号場・淀川信号場が廃止[3]。